# Тим Стори
Тимъти Кевин Стори (на английски: Timothy Kevin Story) е американски филмов режисьор. Най-известен е с филмите „Бръснарницата“ (2002), „Фантастичната четворка“ (2005), „Ченге за един ден“ (2014), „Шафт“ (2019) и „Том и Джери“ (2021).
Той е собственик на продуцентската компания „Стори Къмпани“, която основава заедно със съпругата си през 1996 г.

## Ранен живот
Роден е в Лос Анджелис на 13 март 1970 г. Завършва гимназия „Уестчестър“, където учи с рапъра Ерик Рийд и актрисите Реджина Кинг и Ния Лонг. През 1991 г. завършва киноколежа „Ю Ес Си“.

## Филмография
| Година | Заглавие                                     | Бележки                            |
| ------ | -------------------------------------------- | ---------------------------------- |
| 1997   | One of Us Tripped                            | също като монтажист                |
| 1999   | The Firing Squad                             | също като монтажист и сценарист    |
| 2002   | „Бръснарницата“                              |                                    |
| 2004   | „Такси в Ню Йорк“                            |                                    |
| 2005   | „Фантастичната четворка“                     |                                    |
| 2007   | „Фантастичната четворка и Сребърния сърфист“ |                                    |
| 2009   | „Сезонът на урагана“                         |                                    |
| 2012   | „Мисли като мъж“                             |                                    |
| 2014   | „Ченге за един ден“                          |                                    |
| 2014   | „Мисли като мъж 2“                           |                                    |
| 2016   | „Ченге за един ден: Мисия Маями“             |                                    |
| 2016   | „Кевин Харт: И сега какво?“                  |                                    |
| 2019   | „Шафт“                                       | също като изпълнителен продуцент   |
| 2021   | „Том и Джери“                                |                                    |
| 2021   | Queens                                       | епизодите „1999“ и Heart Of Queens |

Стори режисира сегменти от концертните филми на Кевин Харт – Laugh at my Pain, „Нека обясня“ и „И сега какво“.

## Музикални клипове
- „I Can't Feel It (Remix)“ от Гето Мафия (1997)
- „I Do“ от Джон Б. (1998)
- „Cool Relax“ от Джон Б. (1998)
- „Sweet Lady“ от Тайрийз (1998)
- „Are U Still Down“ от Джон Б. и Тупак (1998)
- „Cheers 2 U“ от Плая (1998)
- „He Can't Love U“ от Jagged Edge (1999)[4]
- „Get Gone“ от Айдиъл (1999)
- „Creep Inn“ от Айдиъл (1999)
- „I Drive Myself Crazy“ от 'N Sync (1999)
- „Tell Me It's Real“ и K-Ci & JoJo (1999)
- „Lately“ от Тайрийз (1999)
- „It Feels So Good“ от Соник (2000)
- „My First Love“ от Авант и Кики Уайът (2000)
- „Ryde Or Die Chick“ от The LOX feat. Eve and Timbaland (2000)
- „Mr. Too Damn Good“ by Gerald Levert (2000)
- „Wild Out“ от The LOX (2000)
- „Let's Get Married“ от Jagged Edge (2000)
- „Why You Wanna Keep Me From My Baby“ от Guy (2000)
- „Brown Skin“ от India.Arie (2001)
- „Nasty Girl“ от състава на сериала Queens: Бранди, Ийв, Наутри Наутън и Надине Веласкез (2021)[5]